# Паоло Анджионі
Паоло Анджионі (італ. Paolo Angioni, 22 січня 1938 — 17 серпня 2025) — італійський вершник.
Олімпійський чемпіон 1964 року в командному триборстві.